# Ferocactus alamosanus
Ferocactus alamosanus ist eine Pflanzenart aus der Gattung Ferocactus in der Familie der Kakteengewächse (Cactaceae). Das Artepitheton alamosanus verweist auf die mexikanische Stadt Álamos, den Fundort der Art.

## Beschreibung
Ferocactus alamosanus wächst meist einzeln und sprosst nur selten. Die niedergedrückt kugelförmigen bis kurz säulenförmigen Triebe erreichen bei Durchmessern von 30 Zentimetern oder mehr Wuchshöhen von bis zu 1 Meter. Es sind 12 bis 20 schmale, scharfkantige oder stumpfe bis gerundete Rippen vorhanden. Die nadeligen Dornen sind gelb. Der einzelne, abstehende Mitteldorn ist kantig, an der Seite etwas abgeflacht und bis zu 6 Zentimeter lang. Die meist acht, etwas spreizenden Randdornen weisen eine Länge von 3 bis 4 Zentimeter auf.
Die trichterförmigen, grünlich gelben Blüten erreichen eine Länge von bis zu 4,5 Zentimeter und weisen  Durchmesser von 3,5 Zentimeter auf. Die bis zu 4 Zentimeter langen, eiförmigen Früchte sind gelb und reißen mit einer basalen Pore auf.

## Verbreitung, Systematik und Gefährdung
Ferocactus alamosanus ist in den mexikanischen Bundesstaaten Sonora, Michoacán, Oaxaca und Colima verbreitet.
Die Erstbeschreibung als Echinocactus alamosanus erfolgte 1913 durch Nathaniel Lord Britton und Joseph Nelson Rose. 1922 stellten die beiden Autoren die Art in ihre neu aufgestellte Gattung Ferocactus. Weitere nomenklatorische Synonyme Ferocactus pottsii var. alamosanus (Britton & Rose) G.Unger (1971) und Parrycactus alamosanus (Britton & Rose) Doweld (2000).
Es werden die folgenden Unterarten unterschieden:
- Ferocactus alamosanus subsp. alamosanus
- Ferocactus alamosanus subsp. reppenhagenii (G.Unger) N.P.Taylor

In der Roten Liste gefährdeter Arten der IUCN wird die Art als „Near Threatened (NT)“, d. h. als gering gefährdet geführt.

## Nachweise